# La Crónica de Cataluña
La Crónica de Cataluña fou un diari català publicat en castellà el 1875. Entre els seus col·laboradors hi havia autors com Francesc Planas i Casals, Gabriel Lluch i Anfruns. Un dels seus directors fou Teodor Baró i Sureda. Es definia a si mateix com el periódico liberal de Barcelona, i coexistia amb el Diari de Barcelona i La Imprenta. Va ser una de les diverses alternatives del diari El Diluvio.